# Schlacht von Kōan
Die Schlacht von Kōan (jap. 弘安の役, Kōan no eki, auch bekannt als Zweite Schlacht an der Hakata-Bucht) war der zweite Invasionsversuch der Mongolen unter Kublai Khan in Japan während der Kōan-Ära. Nach dem Fehlschlag der ersten Invasion sieben Jahre früher in der Schlacht von Bun’ei sammelten die Mongolen im Jahre 1281 eine Invasionsarmee von unglaublicher Größe – nur um sie schließlich durch einen Taifun zerstört zu sehen. Diesen sollten die Japaner später göttlichen Wind oder Kamikaze nennen.

## Verlauf
Im Juni 1281 sammelten sich 900 Schiffe unter mongolischem Befehl in Korea. Sie waren mit 17.000 Seeleuten bemannt und transportierten 10.000 koreanische sowie 15.000 mongolische und chinesische Soldaten. Eine weitere Armee sammelte sich südlich vom Jangtsekiang in China. Sie bestand angeblich aus 100.000 Mann auf 3.500 Schiffen. Allerdings verzögerte sich das Auslaufen der aus Südchina kommenden Flotte um mehrere Wochen, da der dortige Verantwortliche Schwierigkeiten mit der Logistik hatte (plötzlicher Tod des mongolischen Oberbefehlshabers Alaqan, Streiks der Hafenarbeiter), sodass die für die Invasion ungünstige Wetterperiode näherrückte.
Wie schon bei der ersten Invasion fielen die Inseln Iki und Tsushima rasch unter der großen Zahl und militärischen Erfahrung der Mongolen.
Die aus Korea auslaufende Flotte bzw. Armee kam am 21. Juni in der Hakata-Bucht an und beschloss, mit der Invasion fortzufahren, ohne auf die größere Flotte, die noch immer in China lag, zu warten. Sie landeten in geringer Entfernung nordöstlich des Landungspunktes von 1274, bereits außerhalb der von den Japanern erbauten Wälle und Verteidigungsanlagen. Die Samurai griffen die Invasoren jedoch in Wellen an und erlaubten ihnen nicht, einen Brückenkopf zu bilden.
Gruppen von Samurai gelangten nachts mit kleinen Booten in die Bucht, mitten in die mongolische Flotte. Unter dem Schutz der Dunkelheit schlichen sie sich auf die feindlichen Schiffe, töteten so viele Feinde wie möglich und zogen sich vor der Morgendämmerung wieder an Land zurück. Diese Guerillataktik zwang die Mongolen zum Rückzug nach Tsushima, wo sie auf die chinesische Armee warteten. Im Laufe der nächsten Wochen starben etwa 3000 Mann wegen der beengten Verhältnisse und des heißen Wetters.
Die ersten Schiffe der südlichen Flotte trafen am 16. Juli ein und am 12. August waren die beiden Flotten bereit, Japan anzugreifen.
Am 15. August begann jedoch in der Straße von Tsushima ein ungewöhnlich starker Taifun, der volle zwei Tage dauern sollte und die mongolische Flotte dezimierte. Zeitgenössische japanische Quellen geben an, dass nicht mehr als 200 Schiffe übrig blieben. 80 Prozent der mongolischen Soldaten ertranken oder wurden von den Samurai an den Küsten getötet.
Der Khan begann danach, Kräfte für einen dritten Invasionsversuch im Jahre 1284 zu sammeln, wurde durch Ereignisse in Südostasien jedoch abgelenkt und fand seine Ressourcen für das Vorhaben völlig unzureichend, sodass kein weiterer Versuch unternommen wurde.